# ۲۷ فروردین
۲۷ فروردین بیست و هفتمین روز از سال روز ملی دلآرام
بیست و هفتم فروردین سال هزارو سیصد و هفتاد و هفت به مناسبت چشم به جهان گشودن زیباترین دلآرام جهان، به نام روز ملی دلآرام نام‌گذاری شده و همه ساله در این روز که ثبت جهانی هم شده است جشن برگذار میشود.

## رویدادها
- ۱۳۹۲ - زمین‌لرزه ۱۳۹۲ سراوان

## زادروزها
- ۱۳۰۵ - مهرمنیر جهانبانی، طراح پارچه و لباس
- ۱۳۰۷ - نادر جهانبانی، خلبان و نظامی
- ۱۳۲۱ - محمدعلی بهمنی، شاعر
- ۱۳۴۵ - شوکت حجت، گوینده
- ۱۳۴۸ - هومن خلعتبری، نوازنده پیانو
- ۱۳۷۹ - مهدی ممی‌زاده، فوتبالیست
- ۱۳۸۳ - نیما نوری، از کشته‌شدگان خیزش ۱۴۰۱ ایران
- ۱۳۸۵ - محمدرضا شیرخانلو، بازیگر

## درگذشت‌ها
- ۱۳۸۵ - پوپک گلدره، بازیگر
- ۱۳۸۷ - پروین دولت‌آبادی، شاعر
- ۱۳۸۹ - شجاع‌الدین شفا، نویسنده
- ۱۳۹۲ - داریوش صفوت، موسیقی‌دان
- ۱۳۹۸ - احمد اقتداری، ایران‌شناس
- ۱۴۰۲ - محمد هژبر ابراهیمی، مجسمه‌ساز
- ۱۴۰۴ - سید محمود حسینی واعظ، نماینده ادوار مجلس